# Davide Bramati

Davide Bramati, nascido a 28 de junho de 1968 em Vaprio d'Adda, Lombardia é antigo ciclista italiano e agora se desempenha como director desportivo da equipa Etixx-Quick Step.

## Palmarés
1993
- 1 etapa da Volta a Portugal

1997
- 1 etapa do Giro do Trentino

1999
- 1 etapa da Volta a Múrcia

2000
- 1 etapa da Volta a Espanha

2002
- 1 etapa da Volta a Aragão